# 甘托克
甘托克（锡金语：སྒང་ཐོག་，藏语拼音：Gangtog，威利：sgang thog），旧译刚渡，是印度錫金邦的首府及最大城市，位於喜馬拉雅山的山麓，位於北緯27.2° 東經88.4°，东北距中国亚东县约40公里，西南离印度大吉岭约45公里；海拔约1700米。
甘托克昔日是锡金王国的首都。这里有壮丽的王宫，并以其清潔的環境和良好的氣候知名而成為觀光景點。